# Marco Airosa
Marco Ibraim de Sousa Airosa (* 6. August 1984 in Luanda, Angola), bekannt als Marco Airosa, ist ein angolanischer ehemaliger Fußballspieler.

## Verein
Marco Airosa ist seit früher Jugend in Portugal ansässig und spielte ausschließlich für portugiesische Vereine. Seit Juli 2008 stand der rechte Verteidiger bei Nacional Funchal von der portugiesischen Insel Madeira unter Vertrag. Zur Saison 2010/11 wurde er an Desportivo Aves ausgeliehen und ein Jahr später an AEL Limassol. Letzterer verpflichtete ihn später fest und gab ihn 2018 an CRD do Libolo in Angola ab. Er beendete seine Laufbahn in der dritten portugiesischen Liga.

## Nationalmannschaft
Von 2006 bis 2013 absolvierte Airosa insgesamt 27 Partien für die angolanische Nationalmannschaft, ein Tor konnte er dabei nicht erzielen. Er qualifizierte sich mit dem Team für die Fußball-Weltmeisterschaft 2006, kam in Deutschland jedoch nicht zum Einsatz.

## Erfolge
- Zyprischer Meister: 2012
- Zyprischer Superpokalsieger: 2015